# George Voinovich
George Victor Voinovich, född 15 juli 1936 i Cleveland, Ohio, död 12 juni 2016 i Cleveland, var en amerikansk republikansk politiker. Han var ledamot av USA:s senat från Ohio 1999-2011.
Voinovich var viceguvernör i Ohio 1979, borgmästare i Cleveland 1980-1989 och guvernör i Ohio 1991-1998. Hans mor är slovenska och fadern kroatienserb. Han avlade 1961 juristexamen vid Ohio State University.